# Anton Roiderer

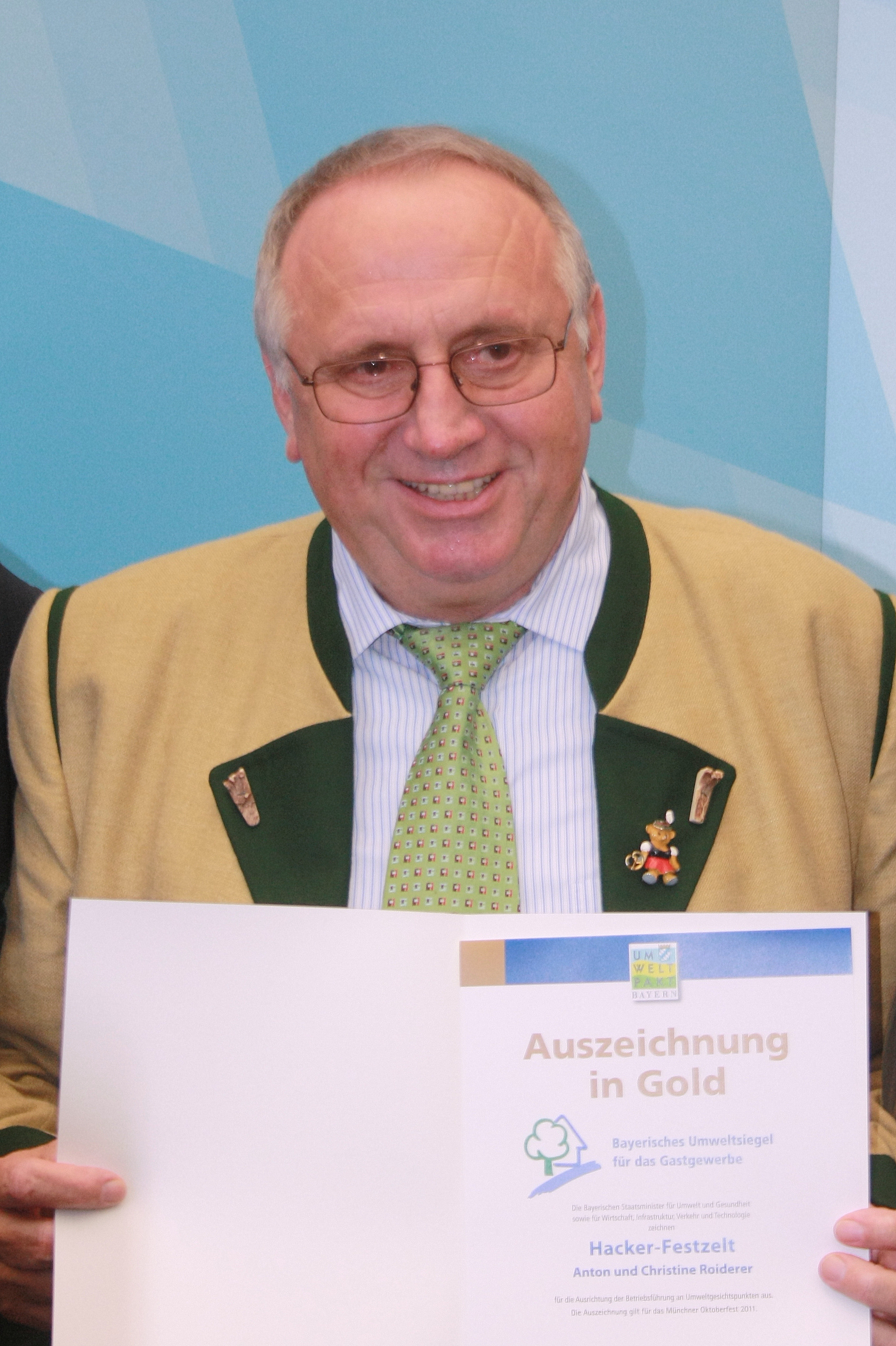
Anton Roiderer (Sept. 2011)

Anton („Toni“) Roiderer (* 22. September 1944 in Peißenberg) ist ein deutscher Gastwirt und Unternehmer.

## Leben
Roiderer führt gemeinsam mit seiner Frau Christl in vierter Generation den Gasthof zum Wildpark in Straßlach. Außerdem ist er Inhaber der Metzgerei Roiderer.
Seit 1989 ist er Wirt des Hacker-Zeltes auf dem Münchner Oktoberfest. Von 2002 bis November 2017 war er zudem Sprecher der Wiesnwirte.
Im Dezember 2018 wurde er zu 90 Tagensätzen von je 1000 € wegen „Verstoßes gegen das Lebensmittel- und Futtergesetzbuch“ verurteilt.

## Ehrungen
- 2012: Verdienstkreuz am Bande der Bundesrepublik Deutschland
- 2019: Bayerische Verfassungsmedaille in Silber[4]